# Ernst von Hopffgarten
Carl Anton Ullrich  Ernst von Hopffgarten, auch von Hopfgarten (* 28. März 1797 in Wismar; † 13. Januar 1862 in Berlin) war ein deutscher Offizier und Diplomat.

## Leben
Ernst von Hopffgarten war ein Sohn des mecklenburg-schwerinschen Hofjägermeisters Gideon Helmuth Ernst von Hopffgarten (um 1735–1798) auf Gustävel (heute Ortsteil von Kuhlen-Wendorf, bis 1791) und Maßlow (Lübow), der 1790 in den mecklenburgischen Adel rezipiert worden war und dessen Frau Sophie Johanna Francisca, geb. von Oertzen (um 1750–1811) aus dem Hause Roggow.
Nach dem Tod beider Elternteile trat er 16-jährig in mecklenburg-schwerinsche Militärdienste. Mit dem Ziel, am Kampf gegen die napoleonische Fremdherrschaft teilzunehmen, trat als Freiwilliger in das am 25. März 1813 neu gegründete mecklenburg-schwerinsche Jäger-Regiment ein, das jedoch zunächst nicht zum Einsatz kam. Hopffgarten wechselte daraufhin als Offizier zur Grenadier-Garde, wo er erste praktische Erfahrungen sammelte und 1821 zum Premierlieutenant befördert wurde. In den 1820er Jahren war er mit dem Rang Stabs-Capitain Brigadeadjutant der Mecklenburgischen Infanteriebrigade in Ludwigslust; 1832 wurde er Flügeladjutant des Großherzogs Friedrich Franz I., nach dessen Tod 1837 des Großherzogs Paul Friedrich. 1844 ernannte ihn Großherzog Friedrich Franz II. zum Oberst, 1845 zu seinem Generaladjutanten und Chef des Gendarmerie-Korps. Bei seiner Verabschiedung 1858 hatte von Hopffgarten den Rang Generalmajor.
Im Zuge der Umbildung der mecklenburg-schwerinschen Regierung beim Amtsantritt des Staatsministers Jasper von Oertzen 1858 wurde von Hopffgarten als Außerordentlicher Gesandter und Bevollmächtigter Minister für beide Mecklenburg am Königlich Preußischen Hof und gleichzeitig mecklenburgischer Bevollmächtigter beim Bundesrat nach Berlin versetzt. in dieser Stellung verblieb er bis zu seinem Tod. Sein Nachfolger wurde Adolf von Sell.
Seit 1834 war er verheiratet mit Julie Sophie Karoline, geb. von Schack (1811–1877), einer Tochter des Forstmeisters Friedrich Ferdinand von Schack in Wolken (heute Ortsteil von Bützow). Über Kinder ist nichts bekannt.

## Auszeichnungen
- Kriegsdenkmünze für 1808–1815[5]
- Mecklenburgisches Militärverdienstkreuz in Gold
- Orden der Eisernen Krone (Österreich), Ritter I. Klasse
- Sankt-Stanislaus-Orden, I. Klasse
- Russischer Orden der Heiligen Anna, II. Klasse (in Brillanten)
- Roter Adlerorden, 2. Klasse
- Königlich Preußischer St. Johanniter-Orden, ab 1852 Ehrenritter des Johanniterordens
- Guelphen-Orden, Kommandeur I. Klasse
- Dannebrogorden, Kommandeur
- Herzoglich Sachsen-Ernestinischer Hausorden, Komtur I. Klasse